# Barry Hawkins
Barry Hawkins (ur. 23 kwietnia 1979 w Dartford, hrabstwo Kent) – angielski snookerzysta. Wicemistrz świata w snookerze z roku 2013. Plasuje się na 15. miejscu pod względem zdobytych setek w profesjonalnych turniejach, w sierpniu 2025 miał ich łącznie 502.

## Kariera

### Wczesna kariera
Zanim zajął się zawodowo snookerem, Hawkins pracował jako urzędnik biurowy. W sezonie 2004/2005 wszedł do czołowej 32 rankingu, docierając do półfinału Welsh Open w 2005 roku, a także do najlepszej szesnastki w trzech innych turniejach.

### 2005/2006
W sezonie 2005/2006 dotarł ponownie do półfinału Grand Prix i Welsh Open, a także pokonał Ding Junhui i po raz pierwszy zakwalifikował się do Mistrzostw Świata.  To zapewniło mu miejsce w pierwszej szesnastce rankingu na sezon 2006/2007.
W Mistrzostwach Świata w Sheffield Hawkins w pierwszej rundzie zmierzył się z byłym mistrzem Kenem Dohertym i przegrał 10–1. Powiedział BBC, że „po prostu nie mogłem grać i nie wiem dlaczego. Jestem załamany, że po tak dobrym sezonie zagrałem w taki sposób.".

### 2006–2009
Sezon 2006/2007 przyniósł Hawkinsowi rozczarowanie po dwóch udanych sezonach. Dotarł do finału turnieju Kilkenny Irish Masters, który nie był zaliczany do rankingu, jednak w imprezie rankingowej awansował poza 1/8 finału tylko raz – podczas China Open, gdzie dotarł do półfinału, ponownie pokonując po drodze Dinga. Jedną nogą był w swoim pierwszym finale w półfinale, w którym zmierzył się z Jamiem Cope’em, ale Cope’owi udało się uzyskać przewagę snookera, która pozwoliła mu pozostać w meczu, i wygrać 6–5. Porażka w pierwszej rundzie z Fergalem O'Brienem na Mistrzostwach Świata kosztowała go miejsce w pierwszej szesnastce i pozostawiła go poza pierwszą 32 w rankingu jednorocznym.
Na początku sezonu 2007/2008 Hawkins wygrał turniej kwalifikacyjny do turnieju SAGA Insurance Masters 2008, pokonując Kurta Maflina. Wygrał pięć innych meczów, pokonując także zawodników z czołowej 32-ki: Nigela Bonda i Jamiego Cope'a. Dotarł także do 1/8 finału turniejów Grand Prix, UK Championship i China Open.
Sezon 2008–09 rozpoczął od ćwierćfinału Northern Ireland Trophy 2008, w którym pokonał Jimmy'ego White'a 5–3, Marco Fu 5–2 i Ryana Daya 5–3, gdzie zmierzył się z O'Sullivanem, przegrywając 5–4 po powrocie z 4–1 do remiu 4–4. Następnie wygrał co najmniej swój pierwszy mecz w kolejnych czterech turniejach rankingowych, docierając do tymczasowej pierwszej szesnastki. Nie zakwalifikował się do zawodów w Walii i Chinach, ale dotarł do Mistrzostw Świata, pokonując Daniela Wellsa 10–9 , ale przegrał już w pierwszej rundzie, plasując się jedno miejsce za nisko by wrócić do pierwszej szesnastki.
W latach 2006–2010 Hawkins nie odnosił sukcesów na Mistrzostwach Świata, zanotował bilans 0–5 zwycięstw i porażek. Oprócz wspomnianej jednostronnej porażki z Dohertym, Hawkins przegrał minimalnie już w pierwszej rundzie w dwóch kolejnych latach, odpowiednio z Fergalem O'Brienem i Alim Carterem. W obu przypadkach Hawkins przegrał zaledwie 10–9, odrabiając za każdym razem stratę od wyniku 9–6. W 2009 roku Hawkins stracił szansę na rozstrzygnięcie meczu z byłym mistrzem Graeme Dottem i przegrał 10–8. W kolejnym roku Hawkins prowadził z broniącym tytułu mistrzem Johnem Higginsem 5–3, ale Higgins wygrał siedem z ośmiu kolejnych partii i awansował dalej.

### 2010/2011
Hawkins zagrał dobrze na turnieju World Open (dawniej Grand Prix), pokonując Marka Selby'ego (3–2) oraz byłego mistrza świata Kena Doherty'ego (3–1), zanim przegrał 4–2 z Markiem Williamsem .
Hawkins po raz szósty z rzędu zakwalifikował się do Mistrzostw Świata, gdzie w pierwszej rundzie spotkał się ze Stephenem Maguire'em. Nigdy wcześniej nie wygrywając meczu w Crucible, Hawkins prowadził z Maguire 4–0, 5–1, 6–2 i 8–4, zanim Maguire wyrównał na 8–8, a następnie 9–9. Hawkins zachował jednak zimną krew w decydującej partii i ostatecznie zakończył swoją serię porażek na Mistrzostwach Świata.  W drugiej rundzie Hawkins uległ numerowi 11 Markowi Allenowi 13–12.

### 2011/2012
Hawkins dotarł do finałów PTC w sezonie 2011–12 w dużej mierze dzięki półfinałom w Wydarzeniu 3 i Wydarzeniu 5. Zajął 22. miejsce w klasyfikacji Order of Merit, plasując się w pierwszej 24-tce zakwalifikowanych zawodników. W finale przegrał w pierwszej rundzie 3–4 z Jackiem Lisowskim. Hawkins wygrał nierankingowy turniej Snooker Shoot-Out, w którym zwycięzcę każdej rundy wyłania się w pojedynczej 10-minutowej rundzie. W finale pokonał Graeme’a Dotta i odebrał czek na kwotę 32 000 funtów, co było jak dotąd największą kwotą w jego karierze.
Najlepszy występ Hawkinsa w wydarzeniach rankingowych miał miejsce w ostatnim i najważniejszym turnieju sezonu, Mistrzostwach Świata. Zakwalifikował się pokonując Davida Morrisa i został wylosowany do gry z numerem jeden na świecie Selbym, który przystąpił do wydarzenia po urazie szyi i zaledwie tydzień wcześniej ogłosił, że jest gotowy do gry. Hawkins pewnie wygrał 10–3 i w drugiej rundzie zmierzył się z Matthewem Stevensem. Po dwóch sesjach prowadził 8–6, próbując dotrzeć do swojego pierwszego ćwierćfinału w Crucible, jednak w końcowych etapach nie miał już odpowiedzi na Stevensa, który wygrał siedem z ostatnich 10 partii i cały mecz 13–11. Hawkins zakończył sezon na 22. miejscu w światowym rankingu.

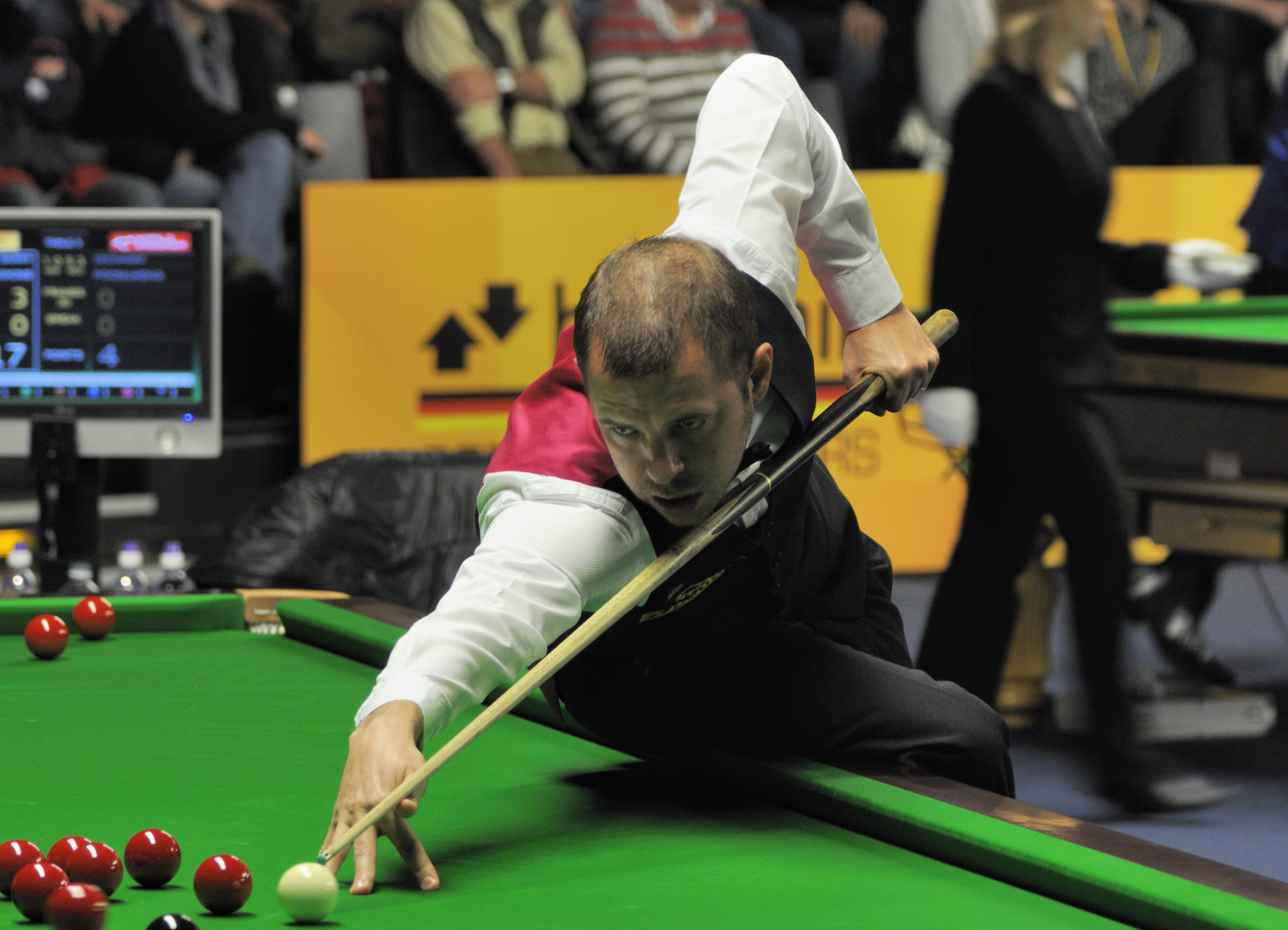
Hawkins podczas turnieju German Masters 2013.

### 2012/2013
Hawkins rozpoczął sezon 2012–2013 turniejem Wuxi Classic, gdzie w pierwszej rundzie ponownie zmierzył się z Selbym, tym razem przegrywając 2–5.

#### Pierwszy tytuł rankingowy
Kolejnym wydarzeniem rankingowym był Australian Goldfields Open w Bendigo, gdzie pokonał Xiao Guodonga (5–1), Matthew Stevensa (5–2), Matthew Selta (5–3) i Marka Davisa (6–4), docierając tym samym do pierwszego finału wydarzenia rankingowego w swojej 16-letniej karierze zawodowej. Zmierzył się z Peterem Ebdonem i zakończył pierwszą sesję meczu, prowadząc 5–3. W trakcie czterech kolejnych frejmów Ebdon nie wbił żadnej bili przez ponad godzinę. Podczas sesji wieczornej Hawkins wygrał wszystkie cztery rozegrane partie i zdobył tytuł, pokonując rywala 9–3. W meczu wbił 3 breaki stupunktowe. Dzięki temu zwycięstwu awansował na 20. miejsce w światowym rankingu, zyskując przy tym uznanie samego Ebdona.

#### Inne turnieje
Mimo przegranej w pierwszej rundzie turnieju Shanghai Masters i w kwalifikacjach do International Championship, Hawkins w listopadzie awansował do pierwszej szesnastki, co oznaczało, że po raz pierwszy od 2007 roku znalazł się w głównej drabince turnieju Masters. Neil Robertson pokonał go 6–2 w UK Championship, a w Masters prowadził z Juddem Trumpem 5–4, ale nie spudłował dwie bile i przegrał 5–6. Wrócił na kolejny turniej rankingowy, German Masters, pokonując Dechawata Poomjaenga 5–2, Marka Allena 5–1 i Selby’ego 5–1, docierając do półfinału. Przegrał 4–6 z Marco Fu w długim meczu, który zakończył się po północy czasu lokalnego i obejmował obronę, która trwała prawie godzinę. Hawkins nie zdołał przejść drugiej rundy turniejów World Open, China Open i Welsh Open. Zagrał w ośmiu turniejach niższej rangi Players Tour Championship, a jego najlepszym wynikiem była porażka w półfinale z Joe Swailem w pierwszym turnieju European Tour. Dwie kolejne porażki w ćwierćfinale pozwoliły mu zająć 15. miejsce w klasyfikacji generalnej Order of Merit i zakwalifikować się do finału, w którym przegrał 1–4 z Robertsonem w drugiej rundzie.

#### Finał Mistrzostw Świata
Na Mistrzostwach Świata wywarł presję na Jacka Lisowskiego dzięki swojej lepszej grze w defensywie, co pozwoliło mu wygrać 10–3 i spotkać się z Selbym w drugiej rundzie. Po drugiej sesji Hawkins tracił do numeru jeden na świecie 7–9, ale powrócił i zwyciężył 13–10, co uznał za najlepsze zwycięstwo w swojej karierze. W swoim pierwszym ćwierćfinale mistrzostw świata pokonał Dinga Junhui 13–7 i awansował do półfinału, w którym zmierzył się z Rickym Waldenem. Hawkins walczył o formę podczas pierwszych dwóch sesji, przegrywając tylko 6–8 przy najwyższym breaku wynoszącym zaledwie 36, a w kolejnej rundzie osiągnął wynik 47. Później przegrywał 8–12, ale potem, gdy gra Waldena się pogorszyła, zaczął odzyskiwać formę i wygrał osiem kolejnych partii, zdobywając przy tym dwa breaki stupunktowe. Mimo krótkiej walki ze strony Waldena, Hawkins wygrał mecz 17–14, co umożliwiło mu starcie w finale z obrońcą tytułu O'Sullivanem. Hawkins stwierdził, że teraz nie ma już nic do stracenia.  Hawkins walczył dzielnie w finale, zdobywając breaki 127 i 133, najwyższe w swojej karierze w Crucible, ale za każdym razem, gdy wywierał presję na przeciwniku, O'Sullivan odpowiadał skutecznymi punktami, w tym sześcioma breakami stupunktowymi i kolejnymi 10 breakami po 50 punktów w trakcie całego meczu, dzięki czemu pokonał Hawkinsa 18–12. Za dotarcie do finału otrzymał nagrodę pieniężną w wysokości 125 000 funtów, trzykrotnie wyższą od jego poprzedniej największej wygranej. Przemianę Hawkinsa z solidnego gracza w zwycięzcę zawodów rankingowych i wicemistrza świata przypisuje się częściowo jego współpracy z mistrzem z 1979, Terrym Griffithsem, który pomógł mu uwierzyć w siebie i wykorzystać w pełni swoje umiejętności. Dzięki udanym sezonom awansował o 13 pozycji w rankingu, osiągając najwyższą w karierze dziewiątą pozycję na świecie. Po raz pierwszy od 2006 roku zakończył sezon w pierwszej szesnastce.

### 2013/2014
Po dwóch odpadnięciach w drugiej rundzie w dwóch pierwszych turniejach rankingowych sezonu 2013–14 Hawkins wyrównał wynik w ćwierćfinałowym meczu z Selbym na turnieju Shanghai Masters, breakiem 140 punktów, a następnie wygrał decydującą partię, co pozwoliło mu przejść dalej. W półfinale nie udało mu się dorównać formie Ding Junhui i przegrał 6–2. W decydującej partii przeciwko Shaunowi Murphy'emu Hawkins wbił siedem czerwonych i siedem czarnych bil, ale musiał zadowolić się breakiem 70, aby wygrać mecz i po raz pierwszy w karierze dotrzeć do ćwierćfinału UK Championship. Hawkins prowadził z Selbym 5–3, ale ostatecznie przegrał 6–5. W półfinale Welsh Open przegrał z O'Sullivanem 6:2.

#### Drugi tytuł rankingowy
Hawkins wziął udział we wszystkich ośmiu turniejach European Tour w trakcie sezonu, a jego najlepszym wynikiem była porażka w półfinale podczas Bulgarian Open, co pozwoliło mu zająć 25. miejsce w klasyfikacji generalnej i wywalczyć ostatnie miejsce w finale. Tam pokonał Stephena Maguire’a 4–0 w pierwszej rundzie, a następnie Ryana Daya 4–3 w niezwykle zaciętym meczu. Po zwycięstwach 4–1 nad Yu Delu i Juddem Trumpem dotarł do finału. Zmierzył się z nieoczekiwanym przeciwnikiem – 66. zawodnikiem rankingu i partnerem treningowym Gerardem Greene’em. Hawkins nie dał Greene’owi szans, wygrywając pierwsze dwie rundy, nie tracąc ani jednego punktu, i ostatecznie wygrywając 4–0, zgarniając główną nagrodę w wysokości 100 000 funtów.
Podczas Mistrzostw Świata Hawkins zmierzył się w drugiej rundzie z Rickym Waldenem, co było powtórzeniem półfinału z ubiegłego roku. Mecz był podobny do tego sprzed 12 miesięcy, gdyż Hawkins odrobił stratę 9–5 i wygrał 13–11. Zbudował przewagę 11–5 nad Dominikiem Dale'em po dwóch sesjach ćwierćfinałowych, ale po wznowieniu gry Dale wygrał siedem partii z rzędu i był o jeden frame od wyrównania największego powrotu w ćwierćfinale w Crucible. Hawkins jednak się przegrupował i zrobił breaki 66 i 65, wygrywając ostatnie dwie partie i awansując do półfinału, gdzie zmierzył się z O'Sullivanem w rewanżu za finał z poprzedniego roku. Hawkins przegrywał 2–6 po pierwszej sesji i 5–11 po drugiej sesji, a mecz przegrał 7–17, mając jeszcze jedną sesję do rozegrania.  Pod koniec sezonu Hawkins zajmował piąte miejsce na świecie, co jest jego najwyższym wynikiem w historii.

### 2014/2015
Pierwszym wydarzeniem rankingowym sezonu 2014–15 dla Hawkinsa był Wuxi Classic 2014, w którym pokonał Marco Fu 5–4 i dotarł do półfinału. Później stwierdził, że nabierał pewności siebie, ponieważ regularnie brał udział w końcowych etapach dużych wydarzeń. Przy stanie 3–3 Neil Robertson wygrał trzy frejmy, pokonując Hawkinsa 6–3. Nie udało mu się jednak wykorzystać dobrego początku sezonu i nie awansował poza ostatnie 32 w trzech kolejnych turnieja rankingowych, a w drugiej rundzie UK Championship przegrał z Nigelem Bondem 6–5, mimo że prowadził 5–0.
W styczniu 2015 roku w meczu fazy grupowej przeciwko Stephen Maguire osiągnął drugiego w karierze maksymalnego breaka Championship League. Jego forma w turniejach rankingowych nie uległa jednak poprawie, gdyż odpadł w pierwszej rundzie German Masters i PTC Grand Final oraz w drugiej rundzie Welsh Open. Poprawa nastąpiła w turnieju China Open, gdzie pokonał Gerarda Greene'a, Dominica Dale'a i Stephena Maguire'a. W ćwierćfinale przegrał 5–3 z 56. numerem rankingu światowego Garym Wilsonem.
Wydawało się, że Hawkins pewnie przejdzie do drugiej rundy Mistrzostw Świata po tym, jak w pierwszej sesji meczu z Matthew Seltem wygrał 7–2, a następnie podwyższył wynik na 9–4. Selt wygrał jednak pięć kolejnych partii i w efekcie mecz przeszedł do decydującej partii, którą wygrał Hawkins. Hawkins dokonał wielkiego powrotu w kolejnej rundzie przeciwko Markowi Allenowi, wygrywając pięć partii z rzędu i triumfując 13–11. Stwierdził, że wyjątkowa atmosfera Crucible Theatre pomaga mu się bardziej skupić i jest powodem jego ostatniej dobrej formy w tym wydarzeniu. W ćwierćfinale Hawkins wygrał sześć partii, od straty 1–3, pozwalając Neilowi Robertsonowi na zdobycie zaledwie ośmiu punktów. Mecz ostatecznie rozstrzygnął się w decydującej odsłonie, którą Hawkins wygrał z breakiem 61 i po raz trzeci z rzędu awansował do półfinału. Było to spotkanie na niezwykle wysokim poziomie, w trakcie którego obaj zawodnicy zdobyli po cztery breaki stupunktowe, co pozwoliło im wyrównać rekord Mistrzostw Świata w meczu rozgrywanym w formacie 25 frejmów. Hawkins musiał zmierzyć się z trudnym półfinałem, przegrywając 14–3 ze Shaunem Murphym  by zostać pokonanym 17–9.

### 2015/2016
Hawkins wziął dwumiesięczną przerwę na początku sezonu i powiedział, że będzie bardziej selektywny w doborze wydarzeń, w których bierze udział, aby zachować świeżość przez cały rok. Wrócił na turniej Riga Open, który był turniejem niższej rangi i wygrał, pokonując w finale Toma Forda 4–1. Hawkins stracił w sumie tylko siedem frejmów w siedmiu meczach podczas wydarzenia. Potem nastąpiła seria wczesnych odpadnięć z turniejów rankingowych, ale Hawkins odzyskał formę na Masters. W wydarzeniu, w którym nie wygrał żadnego meczu w pięciu poprzednich występach, Hawkins wyeliminował Joe Perry'ego 6–3, Marka Allena 6–2 i Judda Trumpa 6–4  co umożliwiło mu spotkanie z O'Sullivanem w finale. Hawkins wygrał pierwszą partię, ale przegrał 10–1, wyrównując tym samym rekord największej porażki w finale Masters, którą w 1988 roku Steve Davis pokonał Mike’a Halleta 9–0.  W finale PTC Hawkins wyeliminował Michaela Holta 4–2, Roberta Milkinsa 4–3 i Dinga Junhui 4–2. W półfinale przegrał z Rickym Waldenem 6–3.
W drugiej rundzie Mistrzostw Świata Hawkins spotkał się z O'Sullivanem, graczem, którego nie pokonał w 10 meczach, a od ich pierwszego spotkania minęło 14 lat. Hawkins prowadził 9–7 po drugiej sesji i 12–9, będąc o jeden frejm przed zwycięstwem. Jednak O'Sullivan szybko wyrównał stan meczu na 12–12, ale w decydującej partii popełnił błąd. Hawkins powiedział, że zmiana, jaką poniósł od dotkliwej porażki z O'Sullivanem na Masters w styczniu, do pokonania go, wynikała z tego, że walczył z bilami, a nie rywalem, i że jest dumny z tego, że poradził sobie z największą presją, jaką kiedykolwiek odczuł w swojej karierze.  Mecz zdawał się wyczerpywać sporo sił Hawkinsa, który w ćwierćfinale tracił 9–1 do Marco Fu, ale odzyskał formę i przegrywał tylko 10–9 i 12–11. W następnej rundzie Hawkins prowadził 60–0, zanim Fu zdobył 74 punkty i zamknął mecz. Później Hawkins powiedział, że w ogóle nie spał po zwycięstwie nad O'Sullivanem i nie był w stanie skupić się podczas pierwszej sesji meczu Fu.

### 2016/2017
Nie awansując do trzeciej rundy na początku sezonu 2016–17, Hawkins dotarł do półfinału English Open, gdzie przegrał 6–2 z Juddem Trumpem. Następnym wydarzeniem Home Nations był Northern Ireland Open, a Hawkins ponownie zwyciężył i awansował do półfinału. Anthony Hamilton odrobił straty z wyniku 4–2 i 5–3 i doprowadził do decydującej partii, w której w dobrej pozycji poełnił błąd dając Hawkinsowi szansę na wygranie meczu. Hawkins miał przewagę 5–1 nad Markiem Kingiem w finale, ale King wygrał pięć partii z rzędu. Hawkins wygrał ponownie po dogrywce na czarnej bili, doprowadzając do wyniku 8–8, ale następnie przegrał decydującą partię. W drugiej rundzie Mistrzostw Wielkiej Brytanii Fergal O'Brien został pierwszym graczem, który zdobył pięć breaków stupunktowych w meczu rozgrywanym do 11 wygranych, pokonując Hawkinsa wynikiem 6–5. Hawkinsowi poszło świetnie w Masters i potrzebował tylko jednego frame'a, aby po raz drugi z rzędu dotrzeć do finału. W meczu półfinałowym z Joe Perrym miał przewagę 5–2, zanim Perry zapewnił sobie konieczną przewagę snookera, zmniejszając przewagę do 5–3. Perry wygrał trzy pozostałe frame'y, zapewniając sobie zwycięstwo w meczu i minimalnie uniemożliwiając Hawkinsowi rewanż z obrońcą tytułu O'Sullivanem.
Hawkins pokonał Kyrena Wilsona 4–2, Judda Trumpa 4–1, Neila Robertsona 4–2 i Lianga Wenbo 6–1, docierając do finału World Grand Prix. Udało mu się zdobyć pięć breaków stupunktowych, dzięki czemu prowadził 9–3 nad Ryanem Dayem, który następnie zmniejszył stratę do 9–7, zanim Hawkins wykorzystał kolejną szansę i zdobył swój trzeci tytuł rankingowy.
W ćwierćfinale turnieju Welsh Open przegrał z Trumpem 5–4. Zwycięstwa nad Tomem Fordem, Graeme Dottem i Stephenem Maguire'em pozwoliły Hawkinsowi zagrać w czwartym półfinale mistrzostw świata w ciągu pięciu lat, jednak nie wykorzystał szans, jakie pojawiły się na jego drodze w starciu z Johnem Higginsem i odpadł z turnieju 17–8.

### 2017/2018
W grudniu 2017 roku Hawkins awansował do trzeciej rundy UK Championship po pokonaniu Kurta Dunhama i Hammada Miaha, ale został znokautowany przez Sunnyego Akani 0–6. Po meczu Hawkins powiedział, że był „w szoku” po swoim występie. W styczniu 2018 roku Hawkins został pokonany w pierwszej rundzie Masters przez późniejszego finalistę Kyrena Wilsona, przegrywając 6–4. W marcu Hawkins dotarł do finału Welsh Open, pokonując takich graczy, jak Tom Ford, Martin Gould, Yan Bingtao i Noppon Saengkham. W finale zmierzył się z Johnem Higginsem. Mimo zdobycia trzech setek ostatecznie przegrał 9–7. W kwietniu dotarł do kolejnego finału w turnieju rankingowym. Tym razem zmierzył się z Selbym w finale China Open. Jednak Selby, obrońca tytułu, okazał się tego dnia zbyt silny dla Hawkinsa, który przegrał 11–3. W maju Hawkins utrzymał świetną passę w Crucible, pokonując Stuarta Carringtona, Lyu Haotiana i Dinga Junhui, dotarł do kolejnego półfinału Mistrzostw Świata w Snookerze, w którym zmierzył się z Markiem Williamsem. Mecz był klasycznym, nerwowym widowiskiem, w którym obaj zawodnicy wykonali łącznie 20 breaków powyżej 50 punktów, a ostatecznie Williams wygrał 17–15.

### 2018/2019
We wrześniu 2018 roku Hawkins dotarł do finału turnieju Shanghai Masters, pokonując Stephena Maguire’a, Marka Williamsa i Dinga Junhui, a także zmierzył się w finale z obrońcą tytułu O’Sullivanem. Po prowadzeniu 6–4 na koniec sesji porannej, Hawkins ostatecznie przegrał 11–9. W grudniu Hawkins odpadł z UK Championship w 1/8 finału po przegranej 6–2 z Kyrenem Wilsonem.  Na turnieju Masters Hawkins awansował do ćwierćfinału po pokonaniu Shauna Murphy’ego 6–2 w pierwszej rundzie, ale w kolejnej rundzie uległ Neilowi Robertsonowi, przegrywając 6–3.  W maju 2019 roku Hawkins dotarł do drugiej rundy Mistrzostw Świata w Snookerze, pokonując w pierwszej rundzie Li Hanga 10–1.  Następnie zmierzył się z Kyrenem Wilsonem. Był to mecz na wysokim poziomie, dwóch zawodników zdobyło łącznie 9 setek, ale po prowadzeniu 4–0, 6–2 i 9–5, Hawkins ostatecznie przegrał 13–11.

### 2019/2020
w sierpniu 2019 roku Hawkins wygrał turniej zaproszeniowy Paul Hunter Classic, pokonując takich zawodników jak Gary Wilson, Mark King, Joe Perry i Kyren Wilson. W listopadzie 2019 roku Hawkins zaliczył swój trzeci maksymalny break w zwycięstwie 6-2 w pierwszej rundzie przeciwko Gerardowi Greene'owi na Mistrzostwach Wielkiej Brytanii. Jednak w kolejnej rundzie poniósł szokującą porażkę 6–4 z Alanem McManusem, mimo że w pewnym momencie prowadził 4–1. W styczniu 2020 roku Hawkins szybko odpadł z Masters, przegrywając 6–1 z Johnem Higginsem w pierwszej rundzie. W sierpniu 2020 roku Hawkins zmierzył się z Alexandrem Ursenbacherem w pierwszej rundzie Mistrzostw Świata w Snookerze, w której pewnie wygrał 10–2. W następnej rundzie przegrał z Neilem Robertsonem 13–9.

### 2020/2021
Na Mistrzostwach Wielkiej Brytanii Hawkins awansował do 1/8 finału po pokonaniu takich zawodników jak Riley Parsons, Robbie Williams i Robert Milkins, ale odpadł z turnieju po przegranej 6–3 z Selbym. W styczniu 2021 roku Hawkins nie wziął udziału w Masters, ale pod koniec miesiąca dotarł do półfinału German Masters, co było jego pierwszym występem w najlepszej czwórce rankingu od 2019 roku, i zmierzył się z Juddem Trumpem. Mimo prowadzenia 5–1, Hawkins przegrał pięć kolejnych partii i ostatecznie cały mecz 6–5. W lutym dotarł do kolejnego półfinału, tym razem na Players Championship, ale przegrał z O'Sullivanem 6-4, mimo prowadzenia 3-0. Hawkins zakwalifikował się do Tour Championship 2021 i pokonał Judda Trumpa 10–7, prowadząc 7–3 i docierając do półfinału. Tam prowadził z O'Sullivanem 9–6, ale ostatecznie przegrał 9–10. Przegrał 10–13 w drugiej rundzie Mistrzostw Świata z Kyrenem Wilsonem, wygrywając pięć kolejnych partii i doprowadzając do remisu 9–9.

### 2021/2022
Hawkins po raz pierwszy dotarł do półfinału Mistrzostw Wielkiej Brytanii, przegrywając 1–6 z późniejszym zwycięzcą Zhao Xintongiem. Podczas drugiego turnieju potrójnej korony sezonu, Masters, pokonał mistrza świata Selby'ego i odrobił stratę 4–5 w meczu z Juddem Trumpem, wygrywając 6–5, docierając po raz drugi do finału tego turnieju. Przegrał z Neilem Robertsonem 4–10. Hawkins dotarł także do finału Players Championship, gdzie był najniżej rozstawiony, ale znów przegrał z Robertsonem 5–10. Po raz pierwszy od 2010 roku nie udało mu się przejść do pierwszej rundy Mistrzostw Świata, przegrywając 7–10 z debiutantem w Crucible Jacksonem Pagem.

### 2022/2023
Hawkins mocno rozpoczął sezon, docierając do finału European Masters, w którym pokonał Judda Trumpa 5–3 w ćwierćfinale, a następnie odniósł imponujące zwycięstwo 6–2 nad Markiem Williamsem w półfinale. Jednak w finale nie potrafił odnaleźć swojej najlepszej formy i przegrał 3–9 z Kyrenem Wilsonem. Na Mistrzostwach Wielkiej Brytanii Hawkins przegrał 3–6 w 1/32 finału z Ding Junhui. W turnieju Masters Hawkins zaprezentował jeden ze swoich najlepszych występów w sezonie w pierwszej rundzie, pokonując Marka Allena 6–0. Jednak w ćwierćfinale przegrał z Juddem Trumpem 6–5.
Po braku dobrych wyników w turniejach rankingowych Hawkins stracił pozycję w pierwszej szesnastce. W rezultacie Hawkins musiał przejść kwalifikacje do Mistrzostw Świata. W 3 rundzie kwalifikacji pokonał Davida Lilleya 10–4, ale w ostatniej przegrał z Jakiem Jonesem w zaciętym pojedynku 8–10.

### 2023/2024
Hawkins mocno rozpoczął sezon, kwalifikując się do European Masters po pokonaniu Seana O'Sullivana w meczu, w którym O'Sullivan uzyskał maksymalnego breaka. W turnieju głównym Hawkins pokonał Jamesa Cahilla, obecnego mistrza świata Lucę Brecela, Noppona Saengkhama i Selby'ego, docierając do finału. W finale zmierzył się z Juddem Trumpem. Na początku meczu uzyskał prowadzenie 7–3, a następnie Trump zbliżył się na 7–6. Ostatecznie Hawkins zwyciężył 9–6 i zdobył czwarty tytuł rankingowy, swój pierwszy od ponad sześciu lat. Hawkins dotarł do półfinału turnieju Northern Ireland Open 2023, ale przegrał z Juddem Trumpem 4–6.

### 2024/2025
Hawkins dotarł do ćwierćfinału nowego turnieju Xi’an Grand Prix 2024 i piatej rundy Saudi Arabia Snooker Masters. W English Open również osiągnął ćwierćfinał. W turnieju Potrójnej korony UK Championship dotarł do finału, w którym przegrał po zaciętej walce z Juddem Trumpem 10—8.

## Technika gry
Jest naturalnie praworęczny ale gra lewą ręką. Jednak zagrania z przyrządów wykonuje ręką prawą.

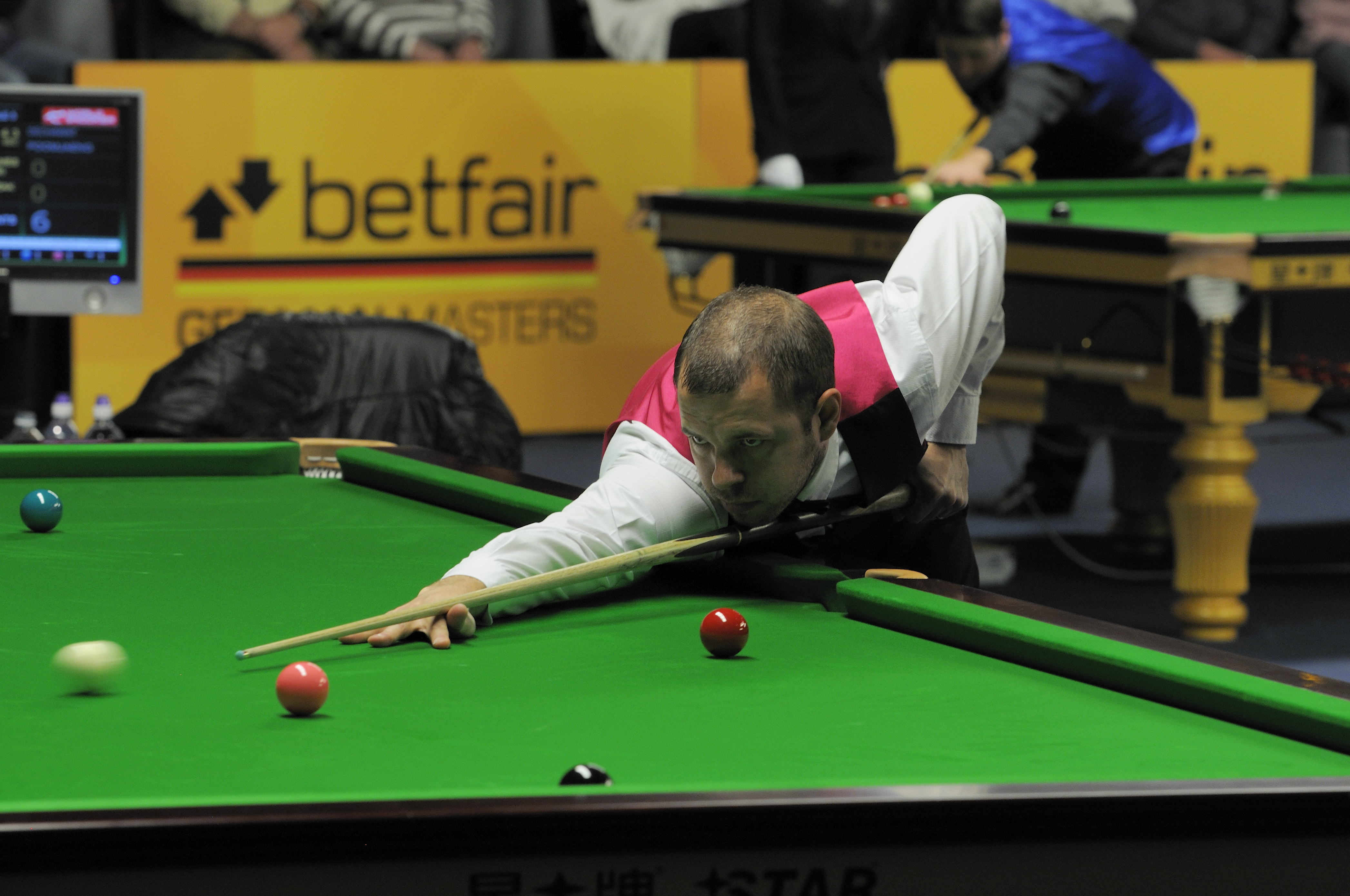
Hawkins trzymający kij lewą ręką przy normalnym zagraniu
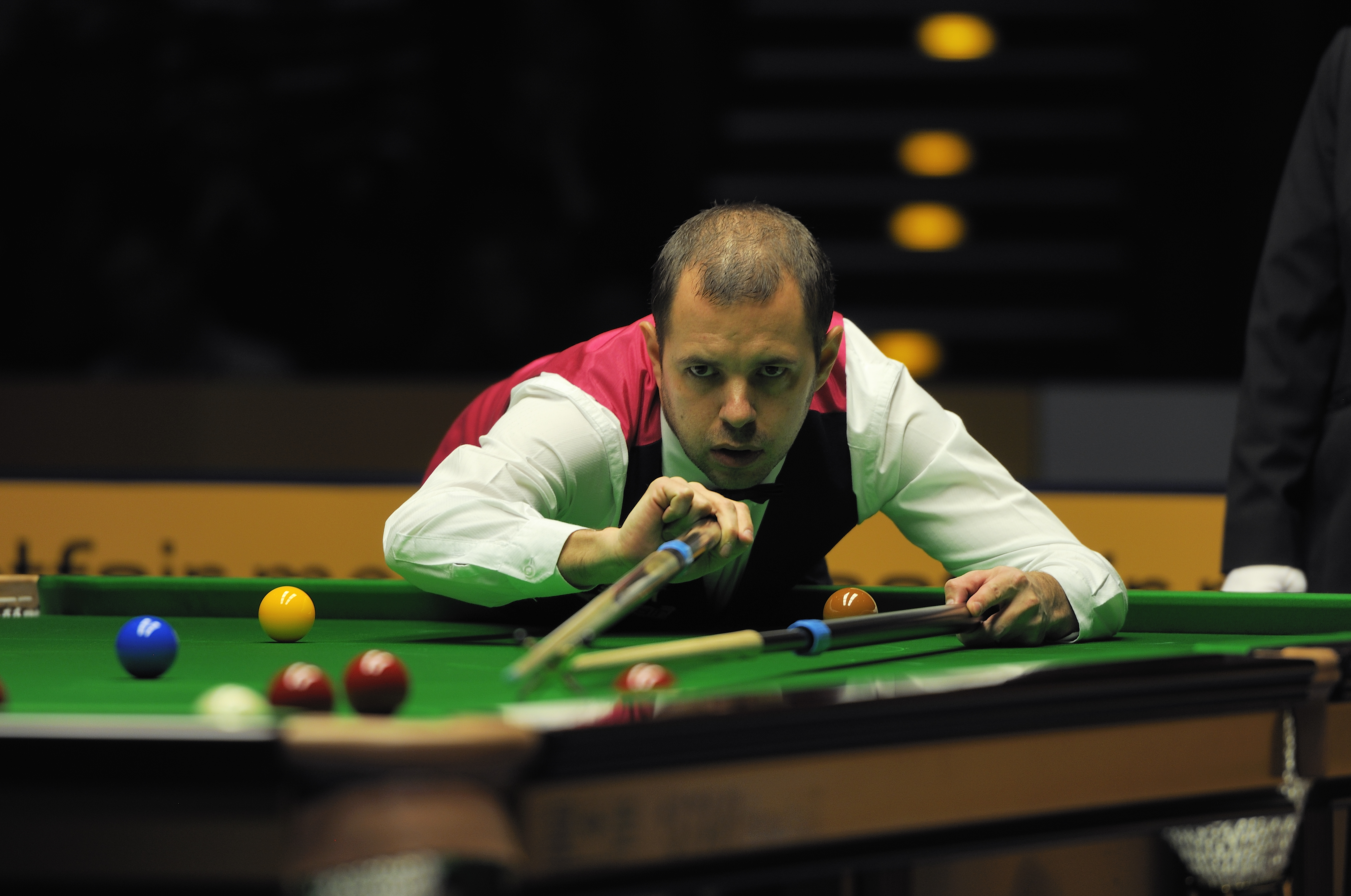
Hawkins trzyma przyrząd w lewej ręce ...
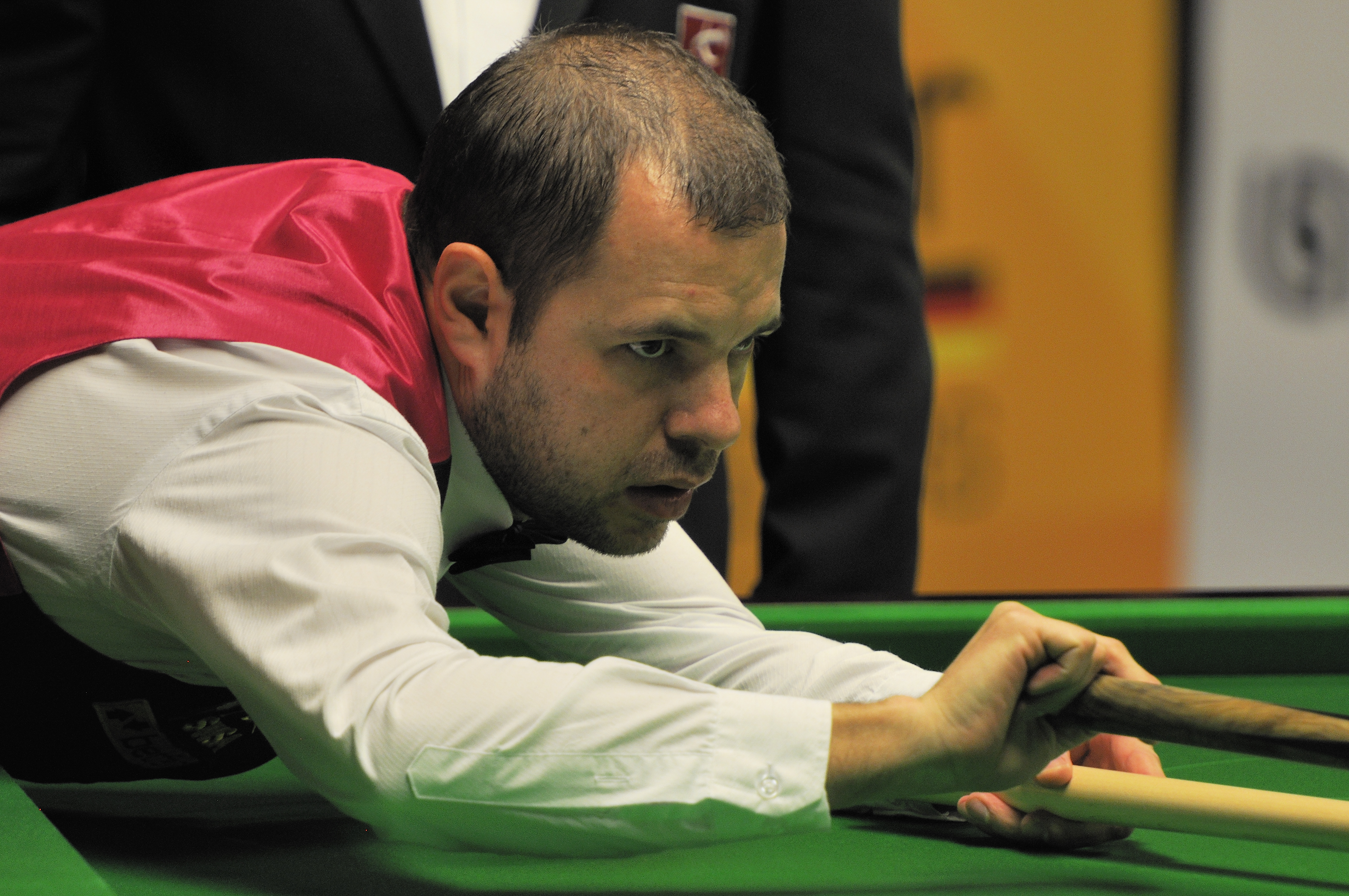
...a kij w prawej

## Występy w turniejach w całej karierze
Dane na podstawie Snooker.org.
| Ranking                                  | [ ii ]        | [ iii ]       | [ ii ]        | [ iii ]       | [ ii ]        | 85            | 51            | 42            | 43            | 30            | 12            | 19            | 27            | 17            | 21               | 22               | 22               | 4                | 5                | 8                | 14            | 6             | 7             | 9             | 17            | 13            | 13            | 20            | 15            | 9             |               |               |               |               |               |               |               |               |               |               |               |               |               |               |               |               |               |               |               |               |               |
| Turnieje rankingowe                      |               |               |               |               |               |               |               |               |               |               |               |               |               |               |                  |                  |                  |                  |                  |                  |               |               |               |               |               |               |               |               |               |               |               |               |               |               |               |               |               |               |               |               |               |               |               |               |               |               |               |               |               |               |               |
| Riga Masters                             | Nie rozegrano | Nie rozegrano | Nie rozegrano | Nie rozegrano | Nie rozegrano | Nie rozegrano | Nie rozegrano | Nie rozegrano | Nie rozegrano | Nie rozegrano | Nie rozegrano | Nie rozegrano | Nie rozegrano | Nie rozegrano | Nie rozegrano    | Nie rozegrano    | Nie rozegrano    | Nie rozegrano    | MR               | MR               | A             | 1R            | 1R            | LQ            | Nie rozegrano | Nie rozegrano | Nie rozegrano | Nie rozegrano | Nie rozegrano | Nie rozegrano | Nie rozegrano |               |               |               |               |               |               |               |               |               |               |               |               |               |               |               |               |               |               |               |               |
| China Championship                       | Nie rozegrano | Nie rozegrano | Nie rozegrano | Nie rozegrano | Nie rozegrano | Nie rozegrano | Nie rozegrano | Nie rozegrano | Nie rozegrano | Nie rozegrano | Nie rozegrano | Nie rozegrano | Nie rozegrano | Nie rozegrano | Nie rozegrano    | Nie rozegrano    | Nie rozegrano    | Nie rozegrano    | Nie rozegrano    | Nie rozegrano    | NR            | 2R            | QF            | QF            | Nie rozegrano | Nie rozegrano | Nie rozegrano | Nie rozegrano | Nie rozegrano | Nie rozegrano | Nie rozegrano |               |               |               |               |               |               |               |               |               |               |               |               |               |               |               |               |               |               |               |               |
| Championship League Snooker              | Nie rozegrano | Nie rozegrano | Nie rozegrano | Nie rozegrano | Nie rozegrano | Nie rozegrano | Nie rozegrano | Nie rozegrano | Nie rozegrano | Nie rozegrano | Nie rozegrano | nierankingowy | nierankingowy | nierankingowy | nierankingowy    | nierankingowy    | nierankingowy    | nierankingowy    | nierankingowy    | nierankingowy    | nierankingowy | nierankingowy | nierankingowy | nierankingowy | RR            | RR            | RR            | RR            | A             | RR            |               |               |               |               |               |               |               |               |               |               |               |               |               |               |               |               |               |               |               |               |               |
| Saudi Arabia Snooker Masters             | Nie rozegrano | Nie rozegrano | Nie rozegrano | Nie rozegrano | Nie rozegrano | Nie rozegrano | Nie rozegrano | Nie rozegrano | Nie rozegrano | Nie rozegrano | Nie rozegrano | Nie rozegrano | Nie rozegrano | Nie rozegrano | Nie rozegrano    | Nie rozegrano    | Nie rozegrano    | Nie rozegrano    | Nie rozegrano    | Nie rozegrano    | Nie rozegrano | Nie rozegrano | Nie rozegrano | Nie rozegrano | Nie rozegrano | Nie rozegrano | Nie rozegrano | Nie rozegrano | 5R            | QF            |               |               |               |               |               |               |               |               |               |               |               |               |               |               |               |               |               |               |               |               |               |
| Wuhan Open                               | Nie rozegrano | Nie rozegrano | Nie rozegrano | Nie rozegrano | Nie rozegrano | Nie rozegrano | Nie rozegrano | Nie rozegrano | Nie rozegrano | Nie rozegrano | Nie rozegrano | Nie rozegrano | Nie rozegrano | Nie rozegrano | Nie rozegrano    | Nie rozegrano    | Nie rozegrano    | Nie rozegrano    | Nie rozegrano    | Nie rozegrano    | Nie rozegrano | Nie rozegrano | Nie rozegrano | Nie rozegrano | Nie rozegrano | Nie rozegrano | Nie rozegrano | 3R            | 3R            |               |               |               |               |               |               |               |               |               |               |               |               |               |               |               |               |               |               |               |               |               |               |
| European Masters                         | LQ            | Nie rozegrano | Nie rozegrano | Nie rozegrano | Nie rozegrano | LQ            | LQ            | LQ            | 1R            | 2R            | 1R            | NR            | Nie rozegrano | Nie rozegrano | Nie rozegrano    | Nie rozegrano    | Nie rozegrano    | Nie rozegrano    | Nie rozegrano    | Nie rozegrano    | 2R            | LQ            | 1R            | QF            | 3R            | 2R            | F             | W             | Nie roz.      | Nie roz.      |               |               |               |               |               |               |               |               |               |               |               |               |               |               |               |               |               |               |               |               |               |
| English Open                             | Nie rozegrano | Nie rozegrano | Nie rozegrano | Nie rozegrano | Nie rozegrano | Nie rozegrano | Nie rozegrano | Nie rozegrano | Nie rozegrano | Nie rozegrano | Nie rozegrano | Nie rozegrano | Nie rozegrano | Nie rozegrano | Nie rozegrano    | Nie rozegrano    | Nie rozegrano    | Nie rozegrano    | Nie rozegrano    | Nie rozegrano    | SF            | 2R            | 3R            | 4R            | 4R            | 2R            | 3R            | 1R            | QF            |               |               |               |               |               |               |               |               |               |               |               |               |               |               |               |               |               |               |               |               |               |               |
| British Open                             | LQ            | A             | A             | A             | LQ            | LQ            | LQ            | 1R            | QF            | Nie rozegrano | Nie rozegrano | Nie rozegrano | Nie rozegrano | Nie rozegrano | Nie rozegrano    | Nie rozegrano    | Nie rozegrano    | Nie rozegrano    | Nie rozegrano    | Nie rozegrano    | Nie rozegrano | Nie rozegrano | Nie rozegrano | Nie rozegrano | Nie rozegrano | 1R            | 2R            | 3R            | LQ            |               |               |               |               |               |               |               |               |               |               |               |               |               |               |               |               |               |               |               |               |               |               |
| Xi’an Grand Prix                         | Nie rozegrano | Nie rozegrano | Nie rozegrano | Nie rozegrano | Nie rozegrano | Nie rozegrano | Nie rozegrano | Nie rozegrano | Nie rozegrano | Nie rozegrano | Nie rozegrano | Nie rozegrano | Nie rozegrano | Nie rozegrano | Nie rozegrano    | Nie rozegrano    | Nie rozegrano    | Nie rozegrano    | Nie rozegrano    | Nie rozegrano    | Nie rozegrano | Nie rozegrano | Nie rozegrano | Nie rozegrano | Nie rozegrano | Nie rozegrano | Nie rozegrano | Nie rozegrano | QF            |               |               |               |               |               |               |               |               |               |               |               |               |               |               |               |               |               |               |               |               |               |               |
| Northern Ireland Open                    | Nie roz.      | Nie roz.      | A             | Nie rozegrano | Nie rozegrano | Nie rozegrano | Nie rozegrano | Nie rozegrano | Nie rozegrano | Nie rozegrano | Nie rozegrano | Nie rozegrano | Nie rozegrano | Nie rozegrano | Nie rozegrano    | Nie rozegrano    | Nie rozegrano    | Nie rozegrano    | Nie rozegrano    | Nie rozegrano    | F             | 1R            | 1R            | 4R            | 2R            | 1R            | 2R            | SF            | 3R            |               |               |               |               |               |               |               |               |               |               |               |               |               |               |               |               |               |               |               |               |               |               |
| International Championship               | Nie rozegrano | Nie rozegrano | Nie rozegrano | Nie rozegrano | Nie rozegrano | Nie rozegrano | Nie rozegrano | Nie rozegrano | Nie rozegrano | Nie rozegrano | Nie rozegrano | Nie rozegrano | Nie rozegrano | Nie rozegrano | Nie rozegrano    | Nie rozegrano    | LQ               | 2R               | 2R               | 2R               | LQ            | 1R            | 2R            | 1R            | Nie roz.      | Nie roz.      | Nie roz.      | QF            | 2R            |               |               |               |               |               |               |               |               |               |               |               |               |               |               |               |               |               |               |               |               |               |               |
| UK Championship                          | LQ            | A             | A             | A             | LQ            | LQ            | LQ            | 1R            | 3R            | 2R            | 2R            | 2R            | 1R            | LQ            | 1R               | LQ               | 2R               | QF               | 2R               | 2R               | 2R            | 3R            | 4R            | 2R            | 4R            | SF            | 1R            | 2R            | F             |               |               |               |               |               |               |               |               |               |               |               |               |               |               |               |               |               |               |               |               |               |               |
| Shoot Out                                | Nie rozegrano | Nie rozegrano | Nie rozegrano | Nie rozegrano | Nie rozegrano | Nie rozegrano | Nie rozegrano | Nie rozegrano | Nie rozegrano | Nie rozegrano | Nie rozegrano | Nie rozegrano | Nie rozegrano | Nie rozegrano | nierankingowy    | nierankingowy    | nierankingowy    | nierankingowy    | nierankingowy    | nierankingowy    | 2R            | 4R            | 2R            | 3R            | 2R            | 2R            | 1R            | A             | WD            |               |               |               |               |               |               |               |               |               |               |               |               |               |               |               |               |               |               |               |               |               |               |
| Scottish Open                            | LQ            | A             | A             | A             | LQ            | 3R            | LQ            | LQ            | Nie rozegrano | Nie rozegrano | Nie rozegrano | Nie rozegrano | Nie rozegrano | Nie rozegrano | Nie rozegrano    | Nie rozegrano    | MR               | Nie roz.         | Nie roz.         | Nie roz.         | 4R            | 1R            | 1R            | 1R            | 4R            | LQ            | 2R            | LQ            | 3R            |               |               |               |               |               |               |               |               |               |               |               |               |               |               |               |               |               |               |               |               |               |               |
| German Masters                           | LQ            | A             | NR            | Nie rozegrano | Nie rozegrano | Nie rozegrano | Nie rozegrano | Nie rozegrano | Nie rozegrano | Nie rozegrano | Nie rozegrano | Nie rozegrano | Nie rozegrano | Nie rozegrano | LQ               | 1R               | SF               | 2R               | 1R               | 2R               | QF            | 1R            | 1R            | LQ            | SF            | LQ            | LQ            | 1R            | F             |               |               |               |               |               |               |               |               |               |               |               |               |               |               |               |               |               |               |               |               |               |               |
| World Grand Prix                         | Nie rozegrano | Nie rozegrano | Nie rozegrano | Nie rozegrano | Nie rozegrano | Nie rozegrano | Nie rozegrano | Nie rozegrano | Nie rozegrano | Nie rozegrano | Nie rozegrano | Nie rozegrano | Nie rozegrano | Nie rozegrano | Nie rozegrano    | Nie rozegrano    | Nie rozegrano    | Nie rozegrano    | NR               | 1R               | W             | DNQ           | SF            | 1R            | 2R            | 1R            | 1R            | 1R            | 2R            |               |               |               |               |               |               |               |               |               |               |               |               |               |               |               |               |               |               |               |               |               |               |
| Players Championship                     | Nie rozegrano | Nie rozegrano | Nie rozegrano | Nie rozegrano | Nie rozegrano | Nie rozegrano | Nie rozegrano | Nie rozegrano | Nie rozegrano | Nie rozegrano | Nie rozegrano | Nie rozegrano | Nie rozegrano | Nie rozegrano | DNQ              | 1R               | 2R               | W                | 1R               | SF               | 1R            | DNQ           | 1R            | DNQ           | SF            | F             | DNQ           | 1R            | 1R            |               |               |               |               |               |               |               |               |               |               |               |               |               |               |               |               |               |               |               |               |               |               |
| Welsh Open                               | LQ            | A             | A             | A             | LQ            | LQ            | 1R            | 1R            | SF            | SF            | 2R            | 1R            | LQ            | 2R            | 1R               | 1R               | 1R               | SF               | 2R               | 4R               | QF            | F             | 3R            | 2R            | 4R            | 2R            | 2R            | 2R            | 1R            |               |               |               |               |               |               |               |               |               |               |               |               |               |               |               |               |               |               |               |               |               |               |
| Turkish Masters                          | Nie rozegrano | Nie rozegrano | Nie rozegrano | Nie rozegrano | Nie rozegrano | Nie rozegrano | Nie rozegrano | Nie rozegrano | Nie rozegrano | Nie rozegrano | Nie rozegrano | Nie rozegrano | Nie rozegrano | Nie rozegrano | Nie rozegrano    | Nie rozegrano    | Nie rozegrano    | Nie rozegrano    | Nie rozegrano    | Nie rozegrano    | Nie rozegrano | Nie rozegrano | Nie rozegrano | Nie rozegrano | Nie rozegrano | LQ            | Nie roz.      | Nie roz.      | Nie roz.      | Nie roz.      |               |               |               |               |               |               |               |               |               |               |               |               |               |               |               |               |               |               |               |               |               |
| China Open                               | NH            | NR            | A             | A             | LQ            | Nie roz.      | Nie roz.      | LQ            | LQ            | 1R            | SF            | 2R            | LQ            | 1R            | 1R               | 1R               | 2R               | WD               | QF               | 1R               | LQ            | F             | 1R            | Nie rozegrano | Nie rozegrano | Nie rozegrano | Nie rozegrano | Nie rozegrano | Nie rozegrano | Nie rozegrano |               |               |               |               |               |               |               |               |               |               |               |               |               |               |               |               |               |               |               |               |               |
| WST Pro Series                           | Nie rozegrano | Nie rozegrano | Nie rozegrano | Nie rozegrano | Nie rozegrano | Nie rozegrano | Nie rozegrano | Nie rozegrano | Nie rozegrano | Nie rozegrano | Nie rozegrano | Nie rozegrano | Nie rozegrano | Nie rozegrano | Nie rozegrano    | Nie rozegrano    | Nie rozegrano    | Nie rozegrano    | Nie rozegrano    | Nie rozegrano    | Nie rozegrano | Nie rozegrano | Nie rozegrano | Nie rozegrano | RR            | Nie rozegrano | Nie rozegrano | Nie rozegrano | Nie rozegrano | Nie rozegrano |               |               |               |               |               |               |               |               |               |               |               |               |               |               |               |               |               |               |               |               |               |
| Indian Open                              | Nie rozegrano | Nie rozegrano | Nie rozegrano | Nie rozegrano | Nie rozegrano | Nie rozegrano | Nie rozegrano | Nie rozegrano | Nie rozegrano | Nie rozegrano | Nie rozegrano | Nie rozegrano | Nie rozegrano | Nie rozegrano | Nie rozegrano    | Nie rozegrano    | Nie rozegrano    | 1R               | WD               | NH               | 3R            | A             | A             | Nie rozegrano | Nie rozegrano | Nie rozegrano | Nie rozegrano | Nie rozegrano | Nie rozegrano | Nie rozegrano |               |               |               |               |               |               |               |               |               |               |               |               |               |               |               |               |               |               |               |               |               |
| Gibraltar Open                           | Nie rozegrano | Nie rozegrano | Nie rozegrano | Nie rozegrano | Nie rozegrano | Nie rozegrano | Nie rozegrano | Nie rozegrano | Nie rozegrano | Nie rozegrano | Nie rozegrano | Nie rozegrano | Nie rozegrano | Nie rozegrano | Nie rozegrano    | Nie rozegrano    | Nie rozegrano    | Nie rozegrano    | Nie rozegrano    | MR               | 4R            | 2R            | 1R            | 2R            | 2R            | 1R            | Nie roz.      | Nie roz.      | Nie roz.      | Nie roz.      |               |               |               |               |               |               |               |               |               |               |               |               |               |               |               |               |               |               |               |               |               |
| World Open                               | LQ            | A             | A             | A             | LQ            | QF            | LQ            | 3R            | 2R            | SF            | RR            | 2R            | 1R            | LQ            | 2R               | 1R               | 2R               | 2R               | Nie roz.         | Nie roz.         | 2R            | 1R            | SF            | 2R            | Nie roz.      | Nie roz.      | Nie roz.      | QF            | QF            |               |               |               |               |               |               |               |               |               |               |               |               |               |               |               |               |               |               |               |               |               |               |
| Tour Championship                        | Nie rozegrano | Nie rozegrano | Nie rozegrano | Nie rozegrano | Nie rozegrano | Nie rozegrano | Nie rozegrano | Nie rozegrano | Nie rozegrano | Nie rozegrano | Nie rozegrano | Nie rozegrano | Nie rozegrano | Nie rozegrano | Nie rozegrano    | Nie rozegrano    | Nie rozegrano    | Nie rozegrano    | Nie rozegrano    | Nie rozegrano    | Nie rozegrano | Nie rozegrano | DNQ           | DNQ           | SF            | DNQ           | DNQ           | 1R            | SF            |               |               |               |               |               |               |               |               |               |               |               |               |               |               |               |               |               |               |               |               |               |               |
| Mistrzostwa świata                       | LQ            | LQ            | LQ            | LQ            | LQ            | LQ            | LQ            | LQ            | LQ            | 1R            | 1R            | 1R            | 1R            | 1R            | 2R               | 2R               | F                | SF               | SF               | QF               | SF            | SF            | 2R            | 2R            | 2R            | 1R            | LQ            | 1R            | 1R            |               |               |               |               |               |               |               |               |               |               |               |               |               |               |               |               |               |               |               |               |               |               |
| Turnieje nierankingowe                   |               |               |               |               |               |               |               |               |               |               |               |               |               |               |                  |                  |                  |                  |                  |                  |               |               |               |               |               |               |               |               |               |               |               |               |               |               |               |               |               |               |               |               |               |               |               |               |               |               |               |               |               |               |               |
| Paul Hunter Classic                      | Nie rozegrano | Nie rozegrano | Nie rozegrano | Nie rozegrano | Nie rozegrano | Nie rozegrano | Nie rozegrano | Nie rozegrano | Pro-am Event  | Pro-am Event  | Pro-am Event  | Pro-am Event  | Pro-am Event  | Pro-am Event  | Minor-rankingowy | Minor-rankingowy | Minor-rankingowy | Minor-rankingowy | Minor-rankingowy | Minor-rankingowy | rankingowy    | rankingowy    | rankingowy    | W             | Nie rozegrano | Nie rozegrano | Nie rozegrano | Nie rozegrano | Nie rozegrano | Nie rozegrano |               |               |               |               |               |               |               |               |               |               |               |               |               |               |               |               |               |               |               |               |               |
| Shanghai Masters                         | Nie rozegrano | Nie rozegrano | Nie rozegrano | Nie rozegrano | Nie rozegrano | Nie rozegrano | Nie rozegrano | Nie rozegrano | Nie rozegrano | Nie rozegrano | Nie rozegrano | rankingowy    | rankingowy    | rankingowy    | rankingowy       | rankingowy       | rankingowy       | rankingowy       | rankingowy       | rankingowy       | rankingowy    | rankingowy    | F             | QF            | Nie roz.      | Nie roz.      | Nie roz.      | A             | 1R            | 2R            |               |               |               |               |               |               |               |               |               |               |               |               |               |               |               |               |               |               |               |               |               |
| Hong Kong Masters                        | Nie rozegrano | Nie rozegrano | Nie rozegrano | Nie rozegrano | Nie rozegrano | Nie rozegrano | Nie rozegrano | Nie rozegrano | Nie rozegrano | Nie rozegrano | Nie rozegrano | Nie rozegrano | Nie rozegrano | Nie rozegrano | Nie rozegrano    | Nie rozegrano    | Nie rozegrano    | Nie rozegrano    | Nie rozegrano    | Nie rozegrano    | Nie rozegrano | QF            | Nie roz.      | Nie roz.      | Nie roz.      | Nie roz.      | A             | Nie roz.      | Nie roz.      | Nie roz.      |               |               |               |               |               |               |               |               |               |               |               |               |               |               |               |               |               |               |               |               |               |
| Champion of Champions                    | Nie rozegrano | Nie rozegrano | Nie rozegrano | Nie rozegrano | Nie rozegrano | Nie rozegrano | Nie rozegrano | Nie rozegrano | Nie rozegrano | Nie rozegrano | Nie rozegrano | Nie rozegrano | Nie rozegrano | Nie rozegrano | Nie rozegrano    | Nie rozegrano    | Nie rozegrano    | 1R               | QF               | 1R               | A             | 1R            | 1R            | A             | A             | A             | A             | SF            | DNQ           |               |               |               |               |               |               |               |               |               |               |               |               |               |               |               |               |               |               |               |               |               |               |
| The Masters                              | WD            | LQ            | LQ            | LQ            | LQ            | LQ            | LQ            | LQ            | A             | LQ            | 1R            | WR            | LQ            | LQ            | A                | A                | 1R               | 1R               | 1R               | F                | SF            | 1R            | QF            | 1R            | A             | F             | QF            | QF            | 1R            |               |               |               |               |               |               |               |               |               |               |               |               |               |               |               |               |               |               |               |               |               |               |
| Championship League Snooker              | Nie rozegrano | Nie rozegrano | Nie rozegrano | Nie rozegrano | Nie rozegrano | Nie rozegrano | Nie rozegrano | Nie rozegrano | Nie rozegrano | Nie rozegrano | Nie rozegrano | RR            | RR            | RR            | A                | SF               | 2R               | RR               | 2R               | RR               | SF            | WD            | WD            | WD            | RR            | A             | RR            | A             | A             |               |               |               |               |               |               |               |               |               |               |               |               |               |               |               |               |               |               |               |               |               |               |
| Inne odmiany snookera                    |               |               |               |               |               |               |               |               |               |               |               |               |               |               |                  |                  |                  |                  |                  |                  |               |               |               |               |               |               |               |               |               |               |               |               |               |               |               |               |               |               |               |               |               |               |               |               |               |               |               |               |               |               |               |
| Mistrzostwa świata na sześciu czerwonych | Nie rozegrano | Nie rozegrano | Nie rozegrano | Nie rozegrano | Nie rozegrano | Nie rozegrano | Nie rozegrano | Nie rozegrano | Nie rozegrano | Nie rozegrano | Nie rozegrano | Nie rozegrano | A             | F             | SF               | NH               | 2R               | RR               | 1R               | A                | A             | A             | A             | A             | Nie roz.      | Nie roz.      | A             | Nie roz.      | Nie roz.      | Nie roz.      |               |               |               |               |               |               |               |               |               |               |               |               |               |               |               |               |               |               |               |               |               |
| Byłe turnieje rankingowe                 |               |               |               |               |               |               |               |               |               |               |               |               |               |               |                  |                  |                  |                  |                  |                  |               |               |               |               |               |               |               |               |               |               |               |               |               |               |               |               |               |               |               |               |               |               |               |               |               |               |               |               |               |               |               |
| Dubai Classic                            | LQ            | Nie rozegrano | Nie rozegrano | Nie rozegrano | Nie rozegrano | Nie rozegrano | Nie rozegrano | Nie rozegrano | Nie rozegrano | Nie rozegrano | Nie rozegrano | Nie rozegrano | Nie rozegrano | Nie rozegrano | Nie rozegrano    | Nie rozegrano    | Nie rozegrano    | Nie rozegrano    | Nie rozegrano    | Nie rozegrano    | Nie rozegrano | Nie rozegrano | Nie rozegrano | Nie rozegrano | Nie rozegrano | Nie rozegrano | Nie rozegrano | Nie rozegrano | Nie rozegrano | Nie rozegrano | Nie rozegrano | Nie rozegrano |               |               |               |               |               |               |               |               |               |               |               |               |               |               |               |               |               |               |               |
| Thailand Masters                         | LQ            | A             | A             | A             | LQ            | 1R            | NR            | Nie roz.      | Nie roz.      | Nie roz.      | NR            | Nie rozegrano | Nie rozegrano | Nie rozegrano | Nie rozegrano    | Nie rozegrano    | Nie rozegrano    | Nie rozegrano    | Nie rozegrano    | Nie rozegrano    | Nie rozegrano | Nie rozegrano | Nie rozegrano | Nie rozegrano | Nie rozegrano | Nie rozegrano | Nie rozegrano | Nie rozegrano | Nie rozegrano | Nie rozegrano | Nie rozegrano | Nie rozegrano | Nie rozegrano | Nie rozegrano | Nie rozegrano | Nie rozegrano | Nie rozegrano | Nie rozegrano | Nie rozegrano | Nie rozegrano | Nie rozegrano | Nie rozegrano |               |               |               |               |               |               |               |               |               |
| Irish Masters                            | nierankingowy | nierankingowy | nierankingowy | nierankingowy | nierankingowy | nierankingowy | LQ            | LQ            | 2R            | NH            | NR            | Nie rozegrano | Nie rozegrano | Nie rozegrano | Nie rozegrano    | Nie rozegrano    | Nie rozegrano    | Nie rozegrano    | Nie rozegrano    | Nie rozegrano    | Nie rozegrano | Nie rozegrano | Nie rozegrano | Nie rozegrano | Nie rozegrano | Nie rozegrano | Nie rozegrano | Nie rozegrano | Nie rozegrano | Nie rozegrano | Nie rozegrano | Nie rozegrano | Nie rozegrano | Nie rozegrano | Nie rozegrano | Nie rozegrano | Nie rozegrano | Nie rozegrano | Nie rozegrano | Nie rozegrano | Nie rozegrano | Nie rozegrano |               |               |               |               |               |               |               |               |               |
| Northern Ireland Trophy                  | Nie rozegrano | Nie rozegrano | Nie rozegrano | Nie rozegrano | Nie rozegrano | Nie rozegrano | Nie rozegrano | Nie rozegrano | Nie rozegrano | NR            | 2R            | 3R            | QF            | Nie rozegrano | Nie rozegrano    | Nie rozegrano    | Nie rozegrano    | Nie rozegrano    | Nie rozegrano    | Nie rozegrano    | Nie rozegrano | Nie rozegrano | Nie rozegrano | Nie rozegrano | Nie rozegrano | Nie rozegrano | Nie rozegrano | Nie rozegrano | Nie rozegrano | Nie rozegrano | Nie rozegrano | Nie rozegrano | Nie rozegrano | Nie rozegrano | Nie rozegrano | Nie rozegrano | Nie rozegrano | Nie rozegrano | Nie rozegrano | Nie rozegrano | Nie rozegrano | Nie rozegrano | Nie rozegrano | Nie rozegrano |               |               |               |               |               |               |               |
| Bahrain Championship                     | Nie rozegrano | Nie rozegrano | Nie rozegrano | Nie rozegrano | Nie rozegrano | Nie rozegrano | Nie rozegrano | Nie rozegrano | Nie rozegrano | Nie rozegrano | Nie rozegrano | Nie rozegrano | QF            | Nie rozegrano | Nie rozegrano    | Nie rozegrano    | Nie rozegrano    | Nie rozegrano    | Nie rozegrano    | Nie rozegrano    | Nie rozegrano | Nie rozegrano | Nie rozegrano | Nie rozegrano | Nie rozegrano | Nie rozegrano | Nie rozegrano | Nie rozegrano | Nie rozegrano | Nie rozegrano | Nie rozegrano | Nie rozegrano | Nie rozegrano | Nie rozegrano | Nie rozegrano | Nie rozegrano | Nie rozegrano | Nie rozegrano | Nie rozegrano | Nie rozegrano | Nie rozegrano | Nie rozegrano | Nie rozegrano | Nie rozegrano |               |               |               |               |               |               |               |
| Wuxi Classic                             | Nie rozegrano | Nie rozegrano | Nie rozegrano | Nie rozegrano | Nie rozegrano | Nie rozegrano | Nie rozegrano | Nie rozegrano | Nie rozegrano | Nie rozegrano | Nie rozegrano | Nie rozegrano | nierankingowy | nierankingowy | nierankingowy    | nierankingowy    | 1R               | 2R               | SF               | Nie rozegrano    | Nie rozegrano | Nie rozegrano | Nie rozegrano | Nie rozegrano | Nie rozegrano | Nie rozegrano | Nie rozegrano | Nie rozegrano | Nie rozegrano | Nie rozegrano | Nie rozegrano | Nie rozegrano | Nie rozegrano | Nie rozegrano | Nie rozegrano | Nie rozegrano | Nie rozegrano | Nie rozegrano | Nie rozegrano | Nie rozegrano | Nie rozegrano | Nie rozegrano | Nie rozegrano | Nie rozegrano | Nie rozegrano | Nie rozegrano | Nie rozegrano | Nie rozegrano | Nie rozegrano | Nie rozegrano |               |
| Australian Goldfields Open               | Nie rozegrano | Nie rozegrano | Nie rozegrano | Nie rozegrano | Nie rozegrano | Nie rozegrano | Nie rozegrano | Nie rozegrano | Nie rozegrano | Nie rozegrano | Nie rozegrano | Nie rozegrano | Nie rozegrano | Nie rozegrano | Nie rozegrano    | LQ               | W                | 2R               | 1R               | A                | Nie rozegrano | Nie rozegrano | Nie rozegrano | Nie rozegrano | Nie rozegrano | Nie rozegrano | Nie rozegrano | Nie rozegrano | Nie rozegrano | Nie rozegrano | Nie rozegrano | Nie rozegrano | Nie rozegrano | Nie rozegrano | Nie rozegrano | Nie rozegrano | Nie rozegrano | Nie rozegrano | Nie rozegrano | Nie rozegrano | Nie rozegrano | Nie rozegrano | Nie rozegrano | Nie rozegrano | Nie rozegrano | Nie rozegrano | Nie rozegrano | Nie rozegrano | Nie rozegrano | Nie rozegrano | Nie rozegrano |
| Shanghai Masters                         | Nie rozegrano | Nie rozegrano | Nie rozegrano | Nie rozegrano | Nie rozegrano | Nie rozegrano | Nie rozegrano | Nie rozegrano | Nie rozegrano | Nie rozegrano | Nie rozegrano | LQ            | 1R            | 2R            | LQ               | LQ               | 1R               | SF               | 1R               | 1R               | 2R            | 3R            | nierankingowy | nierankingowy | nierankingowy | nierankingowy | nierankingowy | nierankingowy | nierankingowy | nierankingowy |               |               |               |               |               |               |               |               |               |               |               |               |               |               |               |               |               |               |               |               |               |
| Paul Hunter Classic                      | Nie rozegrano | Nie rozegrano | Nie rozegrano | Nie rozegrano | Nie rozegrano | Nie rozegrano | Nie rozegrano | Nie rozegrano | Pro-am Event  | Pro-am Event  | Pro-am Event  | Pro-am Event  | Pro-am Event  | Pro-am Event  | Minor-rankingowy | Minor-rankingowy | Minor-rankingowy | Minor-rankingowy | Minor-rankingowy | Minor-rankingowy | A             | A             | A             | nierankingowy | nierankingowy | nierankingowy | nierankingowy | nierankingowy | nierankingowy | nierankingowy |               |               |               |               |               |               |               |               |               |               |               |               |               |               |               |               |               |               |               |               |               |
| Byłe turnieje nie-rankingowe             |               |               |               |               |               |               |               |               |               |               |               |               |               |               |                  |                  |                  |                  |                  |                  |               |               |               |               |               |               |               |               |               |               |               |               |               |               |               |               |               |               |               |               |               |               |               |               |               |               |               |               |               |               |               |
| Irish Masters                            | A             | A             | A             | A             | A             | A             | rankingowy    | rankingowy    | rankingowy    | NH            | F             | Nie rozegrano | Nie rozegrano | Nie rozegrano | Nie rozegrano    | Nie rozegrano    | Nie rozegrano    | Nie rozegrano    | Nie rozegrano    | Nie rozegrano    | Nie rozegrano | Nie rozegrano | Nie rozegrano | Nie rozegrano | Nie rozegrano | Nie rozegrano | Nie rozegrano | Nie rozegrano | Nie rozegrano | Nie rozegrano | Nie rozegrano | Nie rozegrano | Nie rozegrano | Nie rozegrano | Nie rozegrano | Nie rozegrano | Nie rozegrano | Nie rozegrano | Nie rozegrano | Nie rozegrano | Nie rozegrano | Nie rozegrano |               |               |               |               |               |               |               |               |               |
| World Grand Prix                         | Nie rozegrano | Nie rozegrano | Nie rozegrano | Nie rozegrano | Nie rozegrano | Nie rozegrano | Nie rozegrano | Nie rozegrano | Nie rozegrano | Nie rozegrano | Nie rozegrano | Nie rozegrano | Nie rozegrano | Nie rozegrano | Nie rozegrano    | Nie rozegrano    | Nie rozegrano    | Nie rozegrano    | 1R               | rankingowy       | rankingowy    | rankingowy    | rankingowy    | rankingowy    | rankingowy    | rankingowy    | rankingowy    | rankingowy    | rankingowy    | rankingowy    | rankingowy    | rankingowy    | rankingowy    | rankingowy    | rankingowy    |               |               |               |               |               |               |               |               |               |               |               |               |               |               |               |               |
| Shoot Out                                | Nie rozegrano | Nie rozegrano | Nie rozegrano | Nie rozegrano | Nie rozegrano | Nie rozegrano | Nie rozegrano | Nie rozegrano | Nie rozegrano | Nie rozegrano | Nie rozegrano | Nie rozegrano | Nie rozegrano | Nie rozegrano | 1R               | W                | QF               | 2R               | 3R               | 1R               | rankingowy    | rankingowy    | rankingowy    | rankingowy    | rankingowy    | rankingowy    | rankingowy    | rankingowy    | rankingowy    | rankingowy    | rankingowy    | rankingowy    | rankingowy    | rankingowy    | rankingowy    | rankingowy    | rankingowy    | rankingowy    | rankingowy    | rankingowy    | rankingowy    | rankingowy    | rankingowy    | rankingowy    | rankingowy    | rankingowy    | rankingowy    | rankingowy    | rankingowy    | rankingowy    | rankingowy    |
| General Cup                              | Nie rozegrano | Nie rozegrano | Nie rozegrano | Nie rozegrano | Nie rozegrano | Nie rozegrano | Nie rozegrano | Nie rozegrano | A             | Nie rozegrano | Nie rozegrano | Nie rozegrano | Nie rozegrano | A             | NH               | A                | WR               | SF               | A                | A                | Nie roz.      | Nie roz.      | Nie roz.      | Nie roz.      | Nie roz.      | Nie roz.      | Nie roz.      | Nie roz.      | Nie roz.      | Nie roz.      | Nie roz.      | Nie roz.      | Nie roz.      | Nie roz.      | Nie roz.      | Nie roz.      |               |               |               |               |               |               |               |               |               |               |               |               |               |               |               |
| Romanian Masters                         | Nie rozegrano | Nie rozegrano | Nie rozegrano | Nie rozegrano | Nie rozegrano | Nie rozegrano | Nie rozegrano | Nie rozegrano | Nie rozegrano | Nie rozegrano | Nie rozegrano | Nie rozegrano | Nie rozegrano | Nie rozegrano | Nie rozegrano    | Nie rozegrano    | Nie rozegrano    | Nie rozegrano    | Nie rozegrano    | Nie rozegrano    | Nie rozegrano | 1R            | Nie rozegrano | Nie rozegrano | Nie rozegrano | Nie rozegrano | Nie rozegrano | Nie rozegrano | Nie rozegrano | Nie rozegrano |               |               |               |               |               |               |               |               |               |               |               |               |               |               |               |               |               |               |               |               |               |

| Legenda tabeli wyników              | Legenda tabeli wyników       | Legenda tabeli wyników                     | Legenda tabeli wyników                                                              | Legenda tabeli wyników                     | Legenda tabeli wyników                     |
| ----------------------------------- | ---------------------------- | ------------------------------------------ | ----------------------------------------------------------------------------------- | ------------------------------------------ | ------------------------------------------ |
| LQ                                  | odpadnięcie w kwalifikacjach | #R                                         | odpadnięcie we wczesnej fazie turnieju (WR = runda dzikich kart, RR = faza grupowa) | QF                                         | przegrana w ćwierćfinale                   |
| SF                                  | przegrana w półfinale        | F                                          | przegrana w finale                                                                  | W                                          | zwycięstwo                                 |
| DNQ                                 | nie zakwalifikował/a się     | A                                          | nie brał/a udziału                                                                  | WD                                         | zrezygnował/a w trakcie turnieju           |
| Legenda oznaczeń w tabelach wyników |                              |                                            |                                                                                     |                                            |                                            |
| NH / Nie roz.                       | NH / Nie roz.                | Turniej nie odbył się.                     | Turniej nie odbył się.                                                              | Turniej nie odbył się.                     | Turniej nie odbył się.                     |
| NR / Nie-rank.                      | NR / Nie-rank.               | Turniej nie był zaliczany jako rankingowy. | Turniej nie był zaliczany jako rankingowy.                                          | Turniej nie był zaliczany jako rankingowy. | Turniej nie był zaliczany jako rankingowy. |
| R / Rank.                           | R / Rank.                    | Turniej był zaliczany jako rankingowy.     | Turniej był zaliczany jako rankingowy.                                              | Turniej był zaliczany jako rankingowy.     | Turniej był zaliczany jako rankingowy.     |
| MR / Minor-Rank.                    | MR / Minor-Rank.             | Turniej był zaliczany jako minor ranking.  | Turniej był zaliczany jako minor ranking.                                           | Turniej był zaliczany jako minor ranking.  | Turniej był zaliczany jako minor ranking.  |

1. ↑  Od sezonu 2010/11 ranking na początku sezonu
2. 1 2 3  Nowi zawodnicy w Main Tourze nie mają przypisanego rankingu.
3. 1 2  Miał status amatora.
4. ↑  Turniej nosił nazwę Riga Open (2014/2015–2015/2016)
5. ↑  Turniej nosił nazwę Malta Cup (2004/2005–2007/2008)
6. ↑  Turniej nosił nazwę International Open (1996/1997) oraz Players Championship (2003/2004)
7. ↑  Turniej nosił nazwę German Open (1996/1997–1997/1998)
8. ↑  Turniej nosił nazwę Players Tour Championship Grand Finals (2010/2011–2012/2013) oraz Players Championship Grand Final (2013/2014–2015/2016)
9. ↑  Turniej nosił nazwę China International (1997/1998–1998/1999)
10. ↑  Turniej nosił nazwę Grand Prix (1996/1997–2000/2001 i 2004/2005–2009/2010), the LG Cup (2001/2002–2003/2004) oraz Haikou World Open (2011/2012–2013/2014)
11. ↑  Turniej nosił nazwę Grand Prix Fürth (2004/2005) i Fürth German Open (2005/2006–2006/2007)
12. ↑  Turniej nosił nazwę Six-red Snooker International (2008/2009) oraz Six-red World Grand Prix (2009/2010)
13. ↑  Turniej nosił nazwę Asian Classic (1996/1997)
14. ↑  Turniej nosił nazwę Thailand Open (1996/1997)
15. ↑  Turniej nosił nazwę Jiangsu Classic (2008/2009–2009/2010)
16. ↑  Turniej nosił nazwę General Cup International (2004/2005–2011/2012)

## Finały w karierze

### Finały rankingowe: 12 (4-8)
| Legenda                  |
| ------------------------ |
| Mistrzostwa Świata (0–1) |
| UK Championship (0–1)    |
| Inne (4–6)               |

| Rezultat  |    | Rok  | Turniej                        | Przeciwnik        | Wynik |
| --------- | -- | ---- | ------------------------------ | ----------------- | ----- |
| Zwycięzca | 1. | 2012 | Australian Goldfields Open     | Peter Ebdon       | 9–3   |
| Finalista | 1. | 2013 | Mistrzostwa świata w snookerze | Ronnie O’Sullivan | 12–18 |
| Zwycięzca | 2. | 2014 | Players Tour Championship      | Gerard Greene     | 4–0   |
| Finalista | 2. | 2016 | Northern Ireland Open          | Mark King         | 8–9   |
| Zwycięzca | 3. | 2017 | World Grand Prix               | Ryan Day          | 10–7  |
| Finalista | 3. | 2018 | Welsh Open                     | John Higgins      | 7–9   |
| Finalista | 4. | 2018 | China Open                     | Mark Selby        | 3–11  |
| Finalista | 5. | 2022 | Players Championship           | Neil Robertson    | 5–10  |
| Finalista | 6. | 2022 | European Masters               | Kyren Wilson      | 3–9   |
| Zwycięzca | 4. | 2023 | European Masters               | Judd Trump        | 9–6   |
| Finalista | 7. | 2024 | UK Championship                | Judd Trump        | 8–10  |
| Finalista | 8. | 2025 | German Masters                 | Kyren Wilson      | 9–10  |

### Finały Minor: 1 (1-0)
| Rezultat  |    | Rok  | Turniej   | Przeciwnik | Wynik |
| --------- | -- | ---- | --------- | ---------- | ----- |
| Zwycięzca | 1. | 2015 | Riga Open | Tom Ford   | 4–1   |

### Finały nierankingowe: 14 (6-8)
| Legenda           |
| ----------------- |
| The Masters (0–2) |
| Inne (6–6)        |

| Rezultat  |    | Rok  | Turniej                        | Przeciwnik        | Wynik |
| --------- | -- | ---- | ------------------------------ | ----------------- | ----- |
| Finalista | 1. | 1999 | UK Tour – Event 1              | Matt Wilson       | 4–6   |
| Finalista | 2. | 2000 | UK Tour – Event 3              | Simon Bedford     | 5–6   |
| Zwycięzca | 1. | 2000 | UK Tour – Event 4              | Craig Butler      | 6–1   |
| Finalista | 3. | 2007 | Kilkenny Irish Masters         | Ronnie O'Sullivan | 1–9   |
| Zwycięzca | 2. | 2007 | Masters Qualifying Event       | Kurt Maflin       | 6–4   |
| Finalista | 4. | 2008 | Hamm Invitational Trophy       | Ronnie O'Sullivan | 2–6   |
| Finalista | 5. | 2009 | Six-red World Grand Prix       | Jimmy White       | 6–8   |
| Zwycięzca | 3. | 2010 | Pro Challenge Series – Event 5 | Michael Holt      | 5–1   |
| Zwycięzca | 4. | 2012 | Snooker Shoot Out              | Graeme Dott       | 1–0   |
| Finalista | 6. | 2016 | The Masters                    | Ronnie O'Sullivan | 1–10  |
| Finalista | 7. | 2018 | Shanghai Masters               | Ronnie O'Sullivan | 9–11  |
| Zwycięzca | 5. | 2018 | Six-red Macau Masters          | Mark Williams     | 3–2   |
| Zwycięzca | 6. | 2019 | Paul Hunter Classic            | Kyren Wilson      | 4–3   |
| Finalista | 8. | 2022 | The Masters (2)                | Neil Robertson    | 4–10  |

### Finały Pro-am: 2 (0-2)
| Rezultat  |    | Rok  | Turniej             | Przeciwnik   | Wynik |
| --------- | -- | ---- | ------------------- | ------------ | ----- |
| Finalista | 1. | 2006 | Paul Hunter Classic | Michael Holt | 2–4   |
| Finalista | 2. | 2013 | Pink Ribbon         | Joe Perry    | 3–4   |

### Finały drużynowe: 2 (1-1)
| Rezultat  |    | Rok  | Turniej        | Zespół/Partner                     | Przeciwnik                                  | Wynik |
| --------- | -- | ---- | -------------- | ---------------------------------- | ------------------------------------------- | ----- |
| Finalista | 1. | 2017 | Puchar Narodów | Judd Trump                         | Ding Junhui Liang Wenbo                     | 3–4   |
| Zwycięzca | 1. | 2018 | Macau Masters  | Ryan Day Zhao Xintong Zhou Yuelong | Mark Williams Joe Perry Marco Fu Zhang Anda | 5–1   |

### Finały amatorskie: 1 (1-0)
| Rezultat  |    | Rok  | Turniej                                 | Przeciwnik      | Wynik |
| --------- | -- | ---- | --------------------------------------- | --------------- | ----- |
| Zwycięzca | 1. | 1994 | Mistrzostwa Wielkiej Brytanii do lat 15 | Robert Oldfield | 3–1   |